# Westkapelle
Westkapelle es una localidad del municipio holandés de Veere, en Zelanda, en la antigua isla de Walcheren. El 1 de enero de 2006, la ciudad tenía 2657 habitantes. Westkapelle es el punto más occidental de Walcheren.
Westkapelle es particularmente conocido por su faro que se encuentra a la entrada de la ciudad. Se trata del campanario de una iglesia que fue destruida por un incendio en el siglo XVIII. En el siglo XIX, se agregó una lámpara  en lo alto para convertirlo en un faro.
Westkapelle fue un municipio autónomo desde 1816 hasta 1997, cuando fue adscrito a Veere. El municipio de Westkapelle fue creado el 1 de enero de 1816 por la fusión de Westkapelle-Binnen (Westkapelle intramuros) y Westkapelle-Buiten en Sirpoppekerke (el campo de Westkapelle y el pueblo de Sirpoppekerke).

## Segunda Guerra Mundial
El 3 de octubre de 1944, el dique al sur de la ciudad fue destruido por los bombarderos británicos (este evento todavía se conoce en Westkapelle como 't Bombing) para inundar Walcheren y facilitar la liberación. 180 habitantes de Westkapelle murieron durante el bombardeo; la ciudad fue totalmente borrada del mapa por las bombas y la invasión del mar. Las tropas aliadas desembarcaron el 1 de noviembre en los espacios libres en el dique. Solo seis personas permanecieron en la ciudad, los otros supervivientes fueron evacuados a las aldeas circundantes. No fue hasta el 12 de octubre de 1945, casi un año después, cuando se cerró el dique.
Una de las huellas más visibles de la Segunda Guerra Mundial en Westkapelle es el lago formado por la inundación que siguió al bombardeo del dique. Como todavía había agua de mar después de la reconstrucción del dique, el agua del lago es salobre y no dulce. Las tumbas de las víctimas de las bombas, organizadas en un semicírculo, son otro recordatorio de la guerra. Un tanque Sherman atestigua, por otro lado, de la liberación de la ciudad.